# Les « Agresseurs »
Les « Agresseurs » est la quarante-quatrième histoire de la série Les Aventures de Buck Danny de Jean-Michel Charlier et Francis Bergèse.
Elle est publiée pour la première fois en album en février 1988.

## Résumé
À la suite de la défection d'un pilote russe en Alaska, le colonel Pavel Ivanovitch Uchinsky, l'armée de l'Air américaine récupère un exemplaire de MiG 29, tout nouvel appareil de combat soviétique, lequel est aussitôt partiellement démonté puis embarqué (avec son pilote) à Anchorage sur le porte-avions John F. Kennedy.
Buck Danny et ses deux ailiers reçoivent l'ordre de prendre en charge le transfuge Uchinsky.
Cependant Tumbler exprime des doutes sur la sincérité du colonel Uchinsky, et ce, d'autant plus que le MiG récupéré n'est pas doté de ses équipements les plus sensibles et ultrasecrets.
Par ailleurs, un sous-marin russe piste (assez peu discrètement) le porte-avions afin de connaître sa destination finale. Paradoxalement, l'évidence de ce pistage (par détection sonar) rassure les Américains sur la vérité de la traitrise d'Uchinsky, parallèlement cuisiné par les services de contre-espionnage qui concluent eux aussi à la sincérité du transfuge.
Le groupe de combat aéronaval du porte-avions ne fait cependant pas beaucoup d'effort pour faire abandonner son pistage par le sous-marin soviétique, qui peut ainsi, presque  impunément suivre le John F. Kennedy jusqu'à San Diego, où le MiG est finalement débarqué.
À en croire leurs réflexions à bord du sous-marin, les Soviétiques ne semblaient pas fixés a priori sur la destination réelle que les Américains prévoyaient pour le transfuge (et son avion) ; l'hypothèse privilégiée est celle de la base de Miramar où était établie (à l'époque, 1986-88) l'école de pilotage de Top Gun.
Cette hypothèse est une faille scénaristique, puisque (on le découvre un peu plus tard) le véritable objectif de la défection d'Uchinsky n'est pas celui-là, mais la base de Nellis Air Force Base.
Le transfuge est donc conduit avec son avion à la base de Nellis où il rejoint le 64th Aggressor Squadron. Commandé par le Major (USAF) Max « Bloody » Maxwell, cette formation aérienne a pour mission d'entraîner les pilotes de l'US Air Force à parer les techniques de combat de l'Armée de l'air russe.
À Nellis, Uchinsky prend le nom de Joe Bronsky, major de l'USAF et découvre les installations de la base copiées sur les vraies en Russie. Les jours passent et Uchinsky démontre évidemment tous ses talents sur les machines russes.
Un soir, il entraîne Sonny pour un rendez-vous galant à Las Vegas en enfreignant toutes les règles de prudence. Les femmes qu'ils rencontrent sont en fait des espionnes russes qui donnent à Pavel une caméra miniature et un stylo-pistolet. La nuit même, Uchinsky passe à l'action en endormant une sentinelle puis en installant la caméra en question dans son MiG. Le lendemain, le garde trouvé inconscient ne parvient à retarder que d'une heure le décollage du Russe.
sAprès une rapide enquête sur les frasques de Sonny, les soupçons de Tumbler sont confirmés. Mais il est trop tard et Pavel s'est déjà envolé avec son avion pour filmer la partie secrète de la base, réservée aux mystérieux Stealth. Buck et Tumbler le poursuivent à bord de deux F-5E Tiger II rapidement armés.
Son film terminé, Pavel est pris en chasse par les deux Américains. Il se défend en tirant ses missiles et en descendant l'avion de Tumbler, qui s'éjecte. Le MiG parvient à s'échapper dans les canyons qui bordent la base et éjecte sa caméra non loin d'un hélicoptère piloté par des espions russes. Mais profitant de la manœuvre qui entrave Uchinsky, Buck détruit un des réacteurs du MiG, puis, ayant alors une agilité supérieure, abat le russe qui s'écrase au sol. Finalement, Buck prend en chasse l'hélicoptère qui explose contre les parois du canyon, détruisant la caméra et les précieux enregistrements secrets.

## Contexte historique
Sous l'ère Brejnev, la guerre froide fait rage entre les États-Unis et l'URSS. De nombreux actes d'espionnages sont perpétrés par les deux camps. Parallèlement une course aux armements est lancée, notamment par le développement de nouveaux chasseurs, tel le Mikoyan-Gourevitch MiG-29 soviétique, ainsi que de nouvelles technologies, avec la furtivité.
L'existence du F-117A furfif n'a été reconnue par le Pentagone que fin novembre 1988. Les avions furtifs dessinés en page 52 ne ressemblent pas au F117A, mais l'un d'eux en forme d'aile volante peut être comparé au Northrop B-2 Spirit qui ne fera son premier vol qu'en juillet 1989.
Il est à noter que cette aventure imaginaire de Buck Danny a peut-être inspiré le capitaine de l'armée de l'air de l'ancienne Union soviétique Alexander Mikhailovich Zouïev qui est connu pour avoir déserté en pilotant son chasseur MiG-29 jusqu'à Trabzon, en Turquie, le 20 mai 1989, date postérieure à la publication de ce tome.

## Personnages
L'album est centré sur le personnage du colonel Pavel Ivanovitch Uchinsky. Ce pilote surdoué de l'armée de l'air russe a quitté son pays, menacé d'être enfermé après être entré en conflit avec sa hiérarchie. C'est en réalité un faux transfuge, prêt à tout pour réaliser sa mission.
Cette aventure marque également l'entrée en scène du Lieutenant-colonel Max « Bloody » Maxwell, chef des agresseurs, que Buck Danny retrouvera dans La Nuit du serpent.

## Faille scénaristique
Le scénario du récit est basé sur un projet soviétique audacieux, de percer un secret jalousement gardé par l'US Air Force : celui des avions furtifs. Pour y parvenir, il convient de photographier, au plus près, la base (AFB) où ces appareils sont basés.
L'idée de manœuvre devant permettre aux Soviétiques d'atteindre leur but consiste à y expédier un agent (double), en supposant que les Américains vont tomber dans le panneau et se plier inconsciemment à leurs intentions.
Ni les autorités soviétiques ni le pilote transfuge (et son appareil) ne semblent a priori déterminés sur la destination qui va être décidée par les autorités américaines.
Or, par une chance inespérée, c'est précisément à la base de Nellis que l'espion va être affecté.